# Tennis
Il tennis è uno sport della racchetta che vede opporsi due o quattro giocatori in un campo da gioco diviso in due metà da una rete alta 0,914 m al centro e 1,07 m ai lati e uno spazio fra le tribune e il campo di gioco.
È considerato uno sport completo, tipicamente asimmetrico perché il braccio che impugna la racchetta viene usato più spesso dell'altro (più correttamente si dovrebbe utilizzare il termine "armonico/disarmonico" in quanto la "simmetria/asimmetria" è un concetto fisiologico preciso) e richiede ottime capacità fisiche (coordinazione, velocità e resistenza sulla distanza) e mentali (tecnica nei colpi, tattica, visione di gioco, riflessi e intuito). 

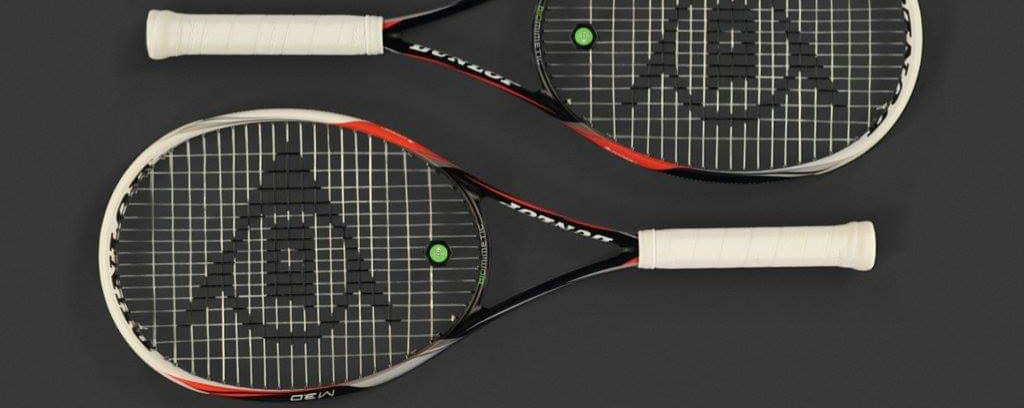
Racchette da tennis

L'azione di gioco consiste nel colpire la palla, con una racchetta regolamentare, in modo che rimbalzi nella metà campo dell'avversario e allo scopo che questi non riesca a rimandarla. L'avversario ha l'obbligo di lasciar compiere il rimbalzo solo quando la palla è messa in gioco dalla battuta; nelle altre fasi di gioco è consentito anche colpire al volo.
Si può considerare una disciplina atletica molto faticosa poiché, oltre alla forza fisica, alla precisione, alla destrezza, alla coordinazione e alla resistenza fondamentali a livello agonistico, sono necessari pure l'acume tattico e il fattore mentale. Gli infortuni sono da ascrivere a elevati carichi di lavoro (professionisti) e a scarsa tecnica di gioco (amatori). Nel primo caso, alcuni saggisti ipotizzano un incremento del rischio di infortunio allorquando si passa, senza la necessaria gradualità, dalla terra rossa dei tornei europei all'erba dei tornei in preparazione a Wimbledon.

## Storia

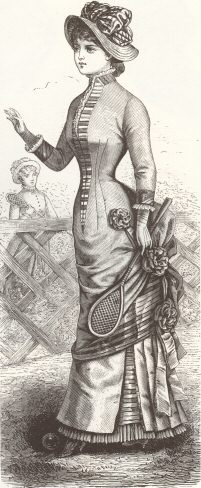
Una tennista nel 1881

### Origine antica ed etimologia
Il tennis potrebbe risalire a giochi della cultura atletica greco-romana o a un gioco praticato dai Longobardi, poi denominato pallacorda, che si praticava in origine colpendo la palla con il palmo della mano, coperta da un guanto, e che dal XV secolo fu praticato con racchetta. All'epoca la racchetta consisteva in un rudimentale piatto corde delle dimensioni di quattro palmi, munito di un manico della lunghezza media di un avambraccio.
La prima occorrenza della parola tennis, nella sua forma antiquata tenes, si trova nella Cronaca di Firenze di Donato Velluti, in cui si descrive l'evento che sarebbe all'origine del termine: la visita nel 1325 di alcuni cavalieri francesi a Firenze. Essi, nel giocare a una versione evoluta della pallacorda italiana, usavano avvisare colui che riceveva la palla gridando in francese tenez! ("tenete!").

### Evoluzione del regolamento
Una prima forma di "lawn tennis" fu ideata e praticata a Birmingham da Harry Gem e Augurio Perera nel 1859 con la rete posizionata a due metri dal suolo, perciò il regolamento era molto differente da quello attuale. Il primo circolo fu costituito a Leamington da Gem con Perera e altri amici nel 1872.
Il gallese Walter Clopton Wingfield stabilì un primo regolamento nel 1874 dando al gioco il nome di sphairistike; l'anno successivo incominciò a diffondersi anche negli Stati Uniti. La regolamentazione definitiva è del 1888, quando si costituì l'associazione tennistica inglese. In Italia il tennis fu introdotto insieme al calcio intorno al 1880 in Liguria. Nel 1894 fu fondata la Federazione italiana, ma rimase sempre uno sport di nicchia sino alla fine degli anni '40 del secolo scorso.
Fondamentale per lo sviluppo del gioco fu la decisione del 1883 di dimezzare l'altezza della rete che rimase alta nel badminton. Nel 1895 si svolse il primo campionato italiano per tennisti. Nel 1896 il tennis fu inserito nel programma dei primi Giochi olimpici moderni e vi restò sino al 1924, quando fu eliminato, quindi riammesso nel 1988. Nel 1900 fu contesa la prima Coppa Davis, ossia il trofeo che spetta annualmente alla squadra nazionale campione mondiale: la nazionale italiana lo vinse nel 1976, 2023 e 2024; per le nazionali delle tenniste si disputa annualmente la Fed Cup che fu vinta dalla nazionale italiana nel 2006, 2009, 2010, 2013 e 2024.

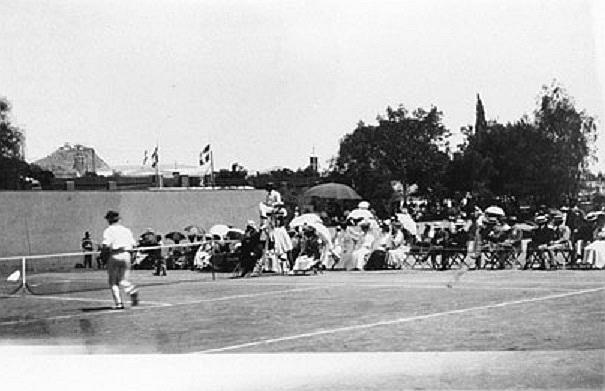
Tennis all'Olimpiade nel 1896

Nel 1883 incominciarono le prime sfide tra professionisti in esibizioni di singolar tenzone e dopo si organizzarono regolarmente tornei professionistici che poi culminavano ogni anno nei campionati professionali di tennis. Nel 1968 la federazione internazionale accettò il professionismo per tutti i tornei. Nel 1971 si adottò il gioco decisivo (tie-break) sul punteggio di 8-8 che nel 1979 si ridusse a 6-6. Nel 1973 si ricorse all'uso dell'elaboratore elettronico per aggiornare quotidianamente le classifiche dei tennisti professionisti; sino ad allora le classifiche erano compilate da esperti per essere pubblicate su giornali e riviste specializzate. Il primo campo da tennis in Italia fu quello di Bordighera (Liguria), il Lawn Tennis Club, nel 1878. Nel 1986 incominciarono periodici controlli antidoping di giocatori professionisti e arbitri. Il materiale dei telai delle racchette è passato dal legno al metallo per arrivare all'attuale materiale sintetico. Le corde intrecciate che un tempo erano composte dal budello animale sono poi state sostituite dal nylon o da altri materiali sintetici.

## Popolarità e diffusione

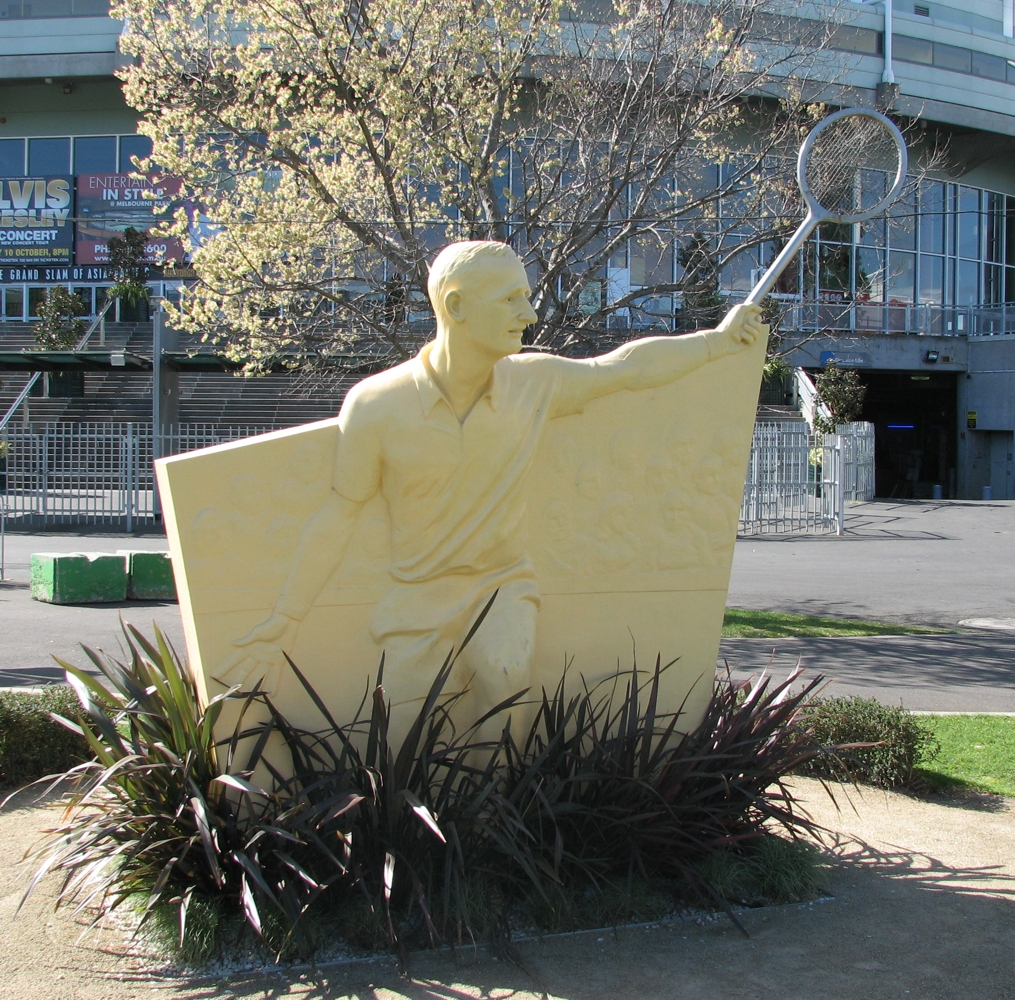
Statua raffigurante Laver fuori della Rod Laver Arena di Melbourne

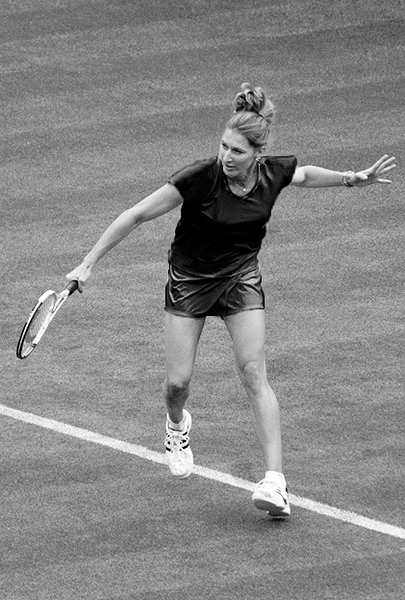
Steffi Graf

Questo sport inizialmente ebbe popolarità tra gli sportivi britannici perché inglese era l'ideatore del gioco e le prime associazioni di praticanti, chiamate clubs, si formarono nel Regno Unito: tra queste la più importante fu quella di Wimbledon, denominata All England Lawn Tennis and Croquet Club, dove il regolamento fu più volte modificato. Pure i primi campioni e campionesse furono britannici quindi la fama di tali personaggi contribuì ad aumentare l'interesse per il tennis tra i cittadini britannici nell'ultimo decennio del XIX secolo. Dai primi anni del XX secolo analoghe situazioni si verificarono in USA, Francia e Australia, dove organizzarono i tornei più importanti per dilettanti e dopo per professionisti costituendo il circuito dei campionati professionali di tennis dal 1927: infatti numerosi furono i campioni statunitensi, francesi, australiani tra giocatori dilettanti e professionisti. Tra i campioni, che dai primi anni del secolo scorso in poi raggiunsero una celebrità notevole diffondendo la popolarità del tennis, figurano gli statunitensi William Larned, Maurice McLoughlin, Bill Tilden, Donald Budge, Bobby Riggs; i francesi René Lacoste, Henri Cochet. Degli anni '40 restano memorabili le imprese degli statunitensi Jack Kramer e Pancho Gonzales poi negli anni '50 diversi australiani raggiunsero i vertici delle classifiche mondiali, tra questi Ken Rosewall e Rod Laver segnarono un'epoca ventennale di vittorie ineguagliate sino agli anni '70 dando spettacolo nelle sfide tra loro: rivalità Laver–Rosewall.
Altro fattore di popolarità è costituito dalle rivalità tra i campioni o campionesse e le sfide tra loro chiamate testa a testa come la rivalità Borg-McEnroe alla quale fu dedicato il film Borg McEnroe. Nel primo ventennio degli anni duemila, il tennis gode di un netto aumento di popolarità grazie anche all'esaltazione mediatica del dualismo tra lo svizzero Roger Federer, per molto tempo numero uno al mondo e considerato uno dei più grandi tennisti di tutti i tempi, e lo spagnolo Rafael Nadal, titolare del maggior numero di vittorie nei tornei principali su terra battuta e vincitore di quattordici edizioni del Roland Garros: rivalità Federer-Nadal.
Questo sport ebbe ulteriore popolarità per un gruppo di nove giocatrici, capeggiate e coordinate da Billie Jean King, che nel 1971 rifiutarono di ricevere montepremi inferiori ai colleghi quindi si accordarono con l'azienda Virginia Slim, che finanziò il circuito di tornei Virginia Slims Circuit 1971 esclusivamente per giocatrici distribuendo montepremi congrui e parificati a quelli degli uomini. Pertanto, per evitare una perenne battaglia dei sessi e conseguente boicottaggio, i dirigenti dei principali tornei parificarono i montepremi per donne e uomini a partire dal 1973. Grazie all'iniziativa di nove tenniste, le professioniste del tennis diventarono un esempio e punto di riferimento per tutte le altre atlete degli altri sport nel mondo intero. Si consideri che le tenniste più vincenti, sfruttando la loro enorme popolarità, dagli anni '80 del secolo scorso diventarono le prime atlete ad accumulare introiti pubblicitari paragonabili a quelli dei colleghi e alcune giovani campionesse avvenenti sono ritratte su copertine di riviste come le coetanee modelle famose.
In Italia un aumento della popolarità del tennis si verificò grazie alle vittorie di tornei importanti conseguite da Nicola Pietrangeli negli anni cinquanta: varie partite di tali vittorie furono trasmesse dalla RAI con il commento del telecronista Giorgio Bellani. Poi, negli anni settanta e anni ottanta, per i successi di Adriano Panatta, Corrado Barazzutti, Paolo Bertolucci e Tonino Zugarelli che, evitando di partecipare a una polemica politica sull'opportunità che l'Italia disputasse la finale di Coppa Davis nel Cile governato, dopo un violento colpo di Stato nel 1973, dal generale Augusto Pinochet, conquistarono nel 1976 la prima Coppa Davis per l'Italia: questo traguardo non era mai stato raggiunto prima, neppure negli anni sessanta da Pietrangeli, Orlando Sirola, Beppe Merlo e Fausto Gardini, che furono sconfitti nella finale di Sydney del 1960 e in quella di Melbourne del 1961 dall'Australia. La Rai trasmise solo una breve sintesi della partita decisiva, commentata da Roma dal telecronista Guido Oddo.
La diffusione della pratica del tennis ebbe impulso anche grazie al successo di Adriano Panatta in tornei internazionali di grande importanza come gli Internazionali d'Italia che si svolgono a Roma e il Roland Garros di Parigi nonché alla popolarità di campioni stranieri. Inoltre in quegli anni Rai e Mediaset trasmettevano spesso tornei commentati prevalentemente da Gian Piero Galeazzi e Rino Tommasi. La popolarità del tennis in Italia diminuì a metà degli anni novanta, quando entrarono in scena le televisioni a pagamento. Questo calo è indissolubilmente legato alla sua cancellazione di fatto dai canali della tv generalista.
A Francesca Schiavone, vincitrice del Roland Garros 2010 e finalista nel 2011, si deve il ritorno in chiaro, dopo tredici anni, di una partita del torneo francese e, in generale, di una partita di tennis in RAI dopo quattro anni dalla Coppa Davis e Fed Cup. La citata finale ha avuto un ampio seguito, considerando che è stata acquistata e posta in programmazione su Rai 2 circa venti ore prima dell'evento: due milioni di telespettatori per l'intero incontro, con punta di tre milioni e mezzo per il tie-break decisivo (dati Auditel). Nel 2015 la brindisina Pennetta e la tarantina Vinci disputarono la finale di US Open stabilendo un primato: mai due italiane, o italiani, si erano contese un titolo di torneo Slam. L'incontro Pennetta-Vinci fu trasmesso gratuitamente in diretta dall'emittente televisiva NOVE con le cerimonie di apertura e premiazione.
Per alcuni anni il tennis in chiaro è stato limitato a quattro partite, cioè una semifinale e la finale dei tornei maschile e femminile degli Internazionali d'Italia, trasmesse su Italia 1, che dal 2004 al 2013 ha detenuto i diritti su queste fasi del massimo torneo italiano. Lo scenario cambia dal 2009 a causa di due fattori: l'ingresso di SuperTennis nel panorama televisivo italiano e il ritorno d'interesse originato dalle vittorie delle quattro tenniste italiane citate in tornei importanti. Per la prima volta dal 1998, la Rai torna ad acquisire i diritti del secondo Slam dell'anno trasmettendo incontri sui canali Rai Sport 1 e Rai Sport 2 tra il 2012 e il 2014, con qualche incursione su Rai 2 e Rai 3.
Dal 2023 torna in chiaro dopo 34 anni un torneo del Grande Slam, vale a dire gli Us Open su Supertennis. Inoltre, la trasmissione su Rai 2 delle partite delle ATP Finals 2023 di Jannik Sinner ha un seguito altissimo, che arriva fino ai 5 milioni e mezzo di telespettatori su Rai 1 per la finale contro Novak Djokovic. Tra Finals e Coppa Davis, i dati d'ascolto della tv di Stato testimoniano la rinnovata esplosione del fenomeno tennistico in Italia.
Dai primi anni del XXI secolo questo sport s'è diffuso in modo capillare e ha seguito il corso della globalizzazione economica diventando un affare importante per molte aziende che investono sul tennis finanziando l'organizzazione di tornei e stipulando "contratti faraonici" con i campioni, che raggiungono i primi posti della graduatoria mondiale, per ottenere da loro la pubblicità sui prodotti da vendere ossia abbigliamento sportivo, racchette, palle, bevande e altro. Per aumentare la diffusione, quindi il mercato del tennis, vengono fatte continuamente proposte per rendere le partite meno lunghe e più appetibili per eventuali nuovi appassionati, che poi comprano i biglietti dei tornei e gli abbonamenti delle varie emittenti televisive; pertanto un cambio di regolamento è avvenuto nel torneo Next Generation ATP Finals e altri cambiamenti vengono valutati per il futuro: infatti lo scopo dichiarato degli organizzatori dei tornei di Ultimate Tennis Showdown è proprio quello di costituire un circuito alternativo di tornei adottando un regolamento che renda le partite meno lunghe.

## Regolamento
Il tennis viene praticato da due giocatori contrapposti, o da due coppie di giocatori tra loro contrapposte, utilizzando una racchetta ciascuno e una palla su un campo di gioco rettangolare diviso a metà da una rete. Il campo può essere in terra battuta, erba, cemento o materiale sintetico, all'aperto o al coperto.
Lo scopo del gioco è di mandare la palla nel campo opposto, in zone delimitate da righe in base al tipo d'incontro (singolo o doppio), per far punto facendo toccare una volta a terra la palla nel campo avversario in modo che l'avversario non riesca a rispondere. Il punto si assegna anche quando l'avversario non riesce a far passare la palla sopra la rete e quando non riesce a prendere la battuta (ace). La palla viene colpita con la racchetta, mai staccata dalla mano, al volo o dopo un solo rimbalzo. Un colpo è valido anche se la palla, nel rimbalzo a terra, tocca minimamente la riga esterna del campo valido (in) e per la restante la parte non valida del campo (out).

### Campo di gioco

Schema metrico di un campo da tennis

Il rettangolo di gioco ha le dimensioni di 23,77 m x 10,97 m, compresi i corridoi laterali larghi 1,37 m che sono validi solo nelle partite di doppio. La rete divisoria ha un'altezza di 0,914 m al centro e 1,07 m ai pali di sostegno che devono trovarsi a 0,914 m fuori dal campo. Da ciascun lato della rete le linee a essa parallele sono distanti 6,40 m; subito dopo 5,49 m sono tracciate le linee di battuta. Ai lati e al fondo del campo di gioco vi dev'essere spazio sufficiente per i movimenti del giocatore: rispettivamente di 3,65 m e 6,40 m, per le gare internazionali e nazionali è 3,05 m e 5,50.
Le cifre decimali che esprimono le misure del campo riflettono il fatto che il regolamento del gioco è stato fissato nei paesi anglosassoni, dove sono in uso le unità di misura imperiali (yarde yd, piedi ft, pollici in) come unità di misura della lunghezza. Tali dimensioni, espresse in piedi (simbolo ft), sono infatti 78 ft x 36 ft, compresi i corridoi laterali, larghi 4' 6". La rete divisoria ha un'altezza di 3 ft al centro e 3' 6" ai pali di sostegno. Da ciascun lato della rete e parallele a essa, a 21 ft di distanza, sono tracciate le linee di battuta.

### Palla da tennis

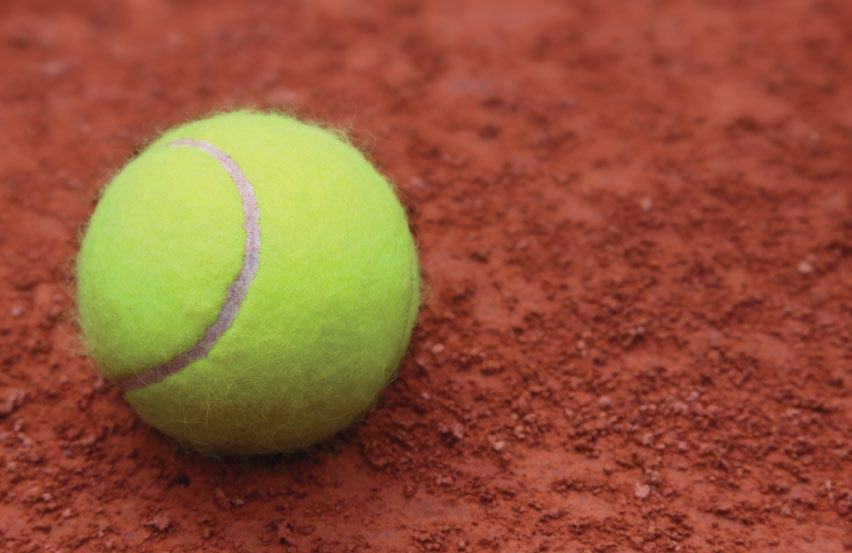
Classica palla da tennis sul caratteristico campo da tennis in terra rossa

La palla è in gomma rivestita da uno strato di feltro solitamente giallo fluorescente per garantire la massima visibilità, ha un diametro compreso tra 6,54 cm e 6,86 cm con una massa compresa tra 56,0 g e 59,4 g; negli incontri dei tornei professionistici si usano sempre palle nuove che vengono cambiate dopo 7 giochi dall'inizio dell'incontro e poi ogni 9 giochi disputati (il motivo per cui si cambiano le palline per la prima volta dopo 7 giochi consiste nel fatto che esse vengono in parte consumate anche durante i palleggi preliminari all'incontro). La battuta è affidata alternativamente a ciascun giocatore per un intero gioco. L'incontro è diretto da un arbitro (o giudice di sedia) coadiuvato da giudici di linea e un giudice di rete.

### Evoluzione della racchetta

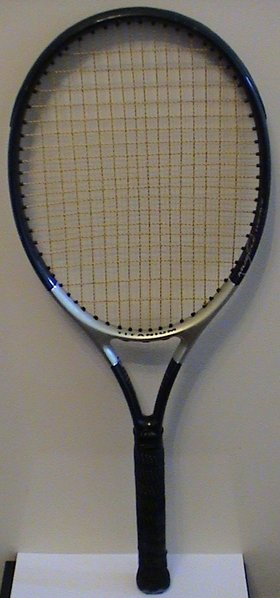
Racchetta da tennis

In passato le racchette avevano un telaio in legno, successivamente vennero usate leghe leggere, attualmente si ricorre alla grafite pura o mista a kevlar, fibra di vetro, tungsteno o basalto, con una corda monofilamento o multifilamento congiunta in diversi punti del telaio, in modo da formare una rete. Le corde applicate nel cosiddetto piatto della racchetta prima venivano ricavate da materiali di origine animale, poi dopo il 1960 circa tali corde sono state prodotte con materiali simili alla plastica.

### I punti

#### Set o partita
Gli incontri si suddividono in partite (o set) e possono essere giocati al meglio delle tre o delle cinque. Si giocano al meglio dei cinque set solo i tornei del Grande Slam e solo nel singolare maschile; fino al 2018 è stato così anche in Coppa Davis. Per vincere un set è necessario vincere sei game con almeno due di vantaggio (6-0, 6-1, 6-2, 6-3 e 6-4). Se il regolamento del torneo lo prevede, sul punteggio di 6-6  si disputa tie-break, che chiude il set 7-6 o 6-7. In caso contrario il set si gioca ai vantaggi, cioè si prosegue finché uno dei due giocatori non conquista due game di vantaggio sull'altro.
Dal 2019 al 2022 il quinto set in parità si risolveva in modo diverso da Slam a Slam: allo US Open si disputava il tie-break comune, all'Australian Open un super tie-break, al Roland Garros si giocava ai vantaggi, a Wimbledon il tie-break si giocava sul 12 pari. Dal 2022 il super tie-break è stato introdotto in tutti e quattro i tornei.

#### Game o gioco
I punti vengono assegnati nella successione di 15, 30, 40, gioco. Il game si disputa ai vantaggi, cioè si può vincere solo con almeno due punti di vantaggio. Sul punteggio di 40-40 (parità) si va infatti ai vantaggi, e si aggiudica il game chi conquista un nuovo punto avendo già vinto un punto sulla parità. Nel tie-break i punti si contano nel modo comune (1, 2, 3, 4 e così via): si aggiudica il tie-break chi vince per primo i sette punti con uno scarto minimo di due. In parità si prosegue finché uno dei due giocatori non ottiene tale margine (8-6, 9-7, 10-8 e così via). Nel doppio ATP è stato introdotto il game no-ad, o senza vantaggio: sul punteggio di 40-40 chi realizza il primo punto vince direttamente il gioco (killer point).
L'esatta origine del punteggio 15, 30, 40 non è certa, ma esso ha radici medievali.

#### Turni di servizio e cambi di campo
Ogni game è il turno di servizio di uno dei due giocatori (battitore), mentre l'avversario è alla risposta (ribattitore). Battitore e ribattitore si scambiano i ruoli ogni game, per tutto il match. Se quindi il numero totale dei game già disputati è pari, torna al servizio il battitore del primo game; se è dispari, vi va l'avversario.  
Nel tie-break, va al servizio per primo il ribattitore del game precedente, dopo di che i giocatori si scambiano i ruoli tutte le volte che la somma dei punti è dispari. Ai fini dell'alternanza al servizio nei game, il tie-break va contato come turno di battuta di chi ha servito il primo punto. 
I giocatori cambiano lato del campo alla fine di tutti i giochi dispari della stessa partita, compreso eventualmente l'ultimo; cioè tutte le volte che la somma dei game giocati nello stesso set è dispari. All'interno del tie-break il cambio di campo si effettua ogni sei punti. Ai fini dei cambi di campo nel match, il tie-break va contato come un gioco dispari. A fine set il cambio di campo si effettua quindi sul 6-1, 6-3 e 7-6, ma non sul 6-0, 6-2, 6-4 o 7-5.  

#### Battuta nulla (let)
Il giocatore alla battuta deve mandare la palla nel settore del campo delimitato dalla linea di servizio e dalla linea centrale di battuta, dal lato opposto a quello da cui serve (campo di battuta). Il battitore ha a disposizione due tentativi per effettuare un servizio valido. Se però la palla tocca il nastro prima del terreno, nel campo di battuta giusto, l'arbitro chiama let. Il servizio allora è nullo e va ripetuto, sia esso il primo o il secondo. Il termine inglese let va inteso nel senso obsoleto di ostacolo, impedimento. Il let non coincide con la sola ipotesi della palla che tocca il nastro: può essere chiamato anche quando il ribattitore non è pronto o, in teoria, anche nel caso improbabile che la palla tocchi il ribattitore prima del terreno. La chiamata non è quindi net, rete, come molti comunemente intendono.

#### Arbitraggio
L'arbitraggio negli incontri di tennis è affidato al giudice di sedia, che dall'alto della sua posizione al centro del campo riesce a valutare meglio il rimbalzo della palla, tenendo a mente o registrando il punteggio dell'incontro. Il giudice di sedia rileva il let e somministra eventuali warning e sanzioni ai giocatori secondo regolamento; decide i punti eventualmente contestati. I giudici di linea valutano invece il rimbalzo nei pressi delle linee di campo di fondo, laterali o di servizio, chiamando eventualmente l'out e indicando con il braccio il punto di rimbalzo della palla rispetto alla linea (lungo o largo). Il giudice di sedia può tuttavia anche ribaltare le loro decisioni. Il giudice del let rilevava con la mano sul nastro il servizio nullo, ma dagli anni 2000 è stato sostituito da un sensore.

#### Moviola in campo

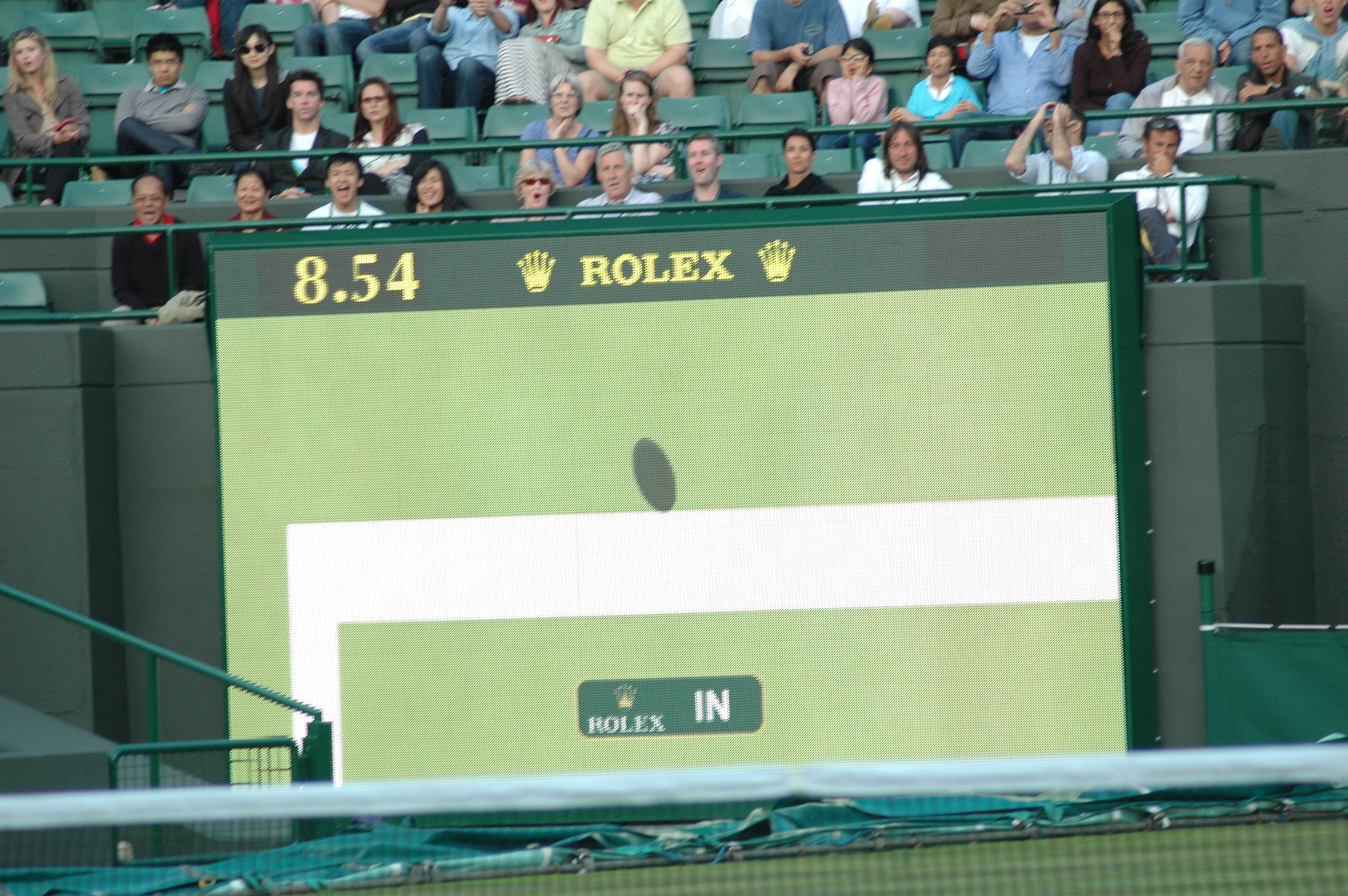
Hawk-Eye al Torneo di Wimbledon

Dal 2005 l'ITF ha introdotto la possibilità, in ogni torneo ufficiale, d'installare sui campi da gioco la moviola sotto forma di Hawk-Eye (occhio di falco). Lo strumento verifica, tramite replay del punto appena chiuso, se la chiamata del giudice di linea è corretta. La richiesta di verifica o challenge deve essere effettuata immediatamente dal tennista interessato e convalidata dal giudice di sedia, il quale ha anche la facoltà (quasi mai usata) di rifiutare la chiamata se la ritiene pretestuosa.
Il giocatore può anche interrompere a sua discrezione il punto se ritiene fuori la palla che il giudice di linea non ha chiamato, considerandola in gioco. Ogni tennista ha a disposizione tre challenge senza successo per ogni set, più uno supplementare nell'eventuale tie break. L'uso del challenge può dar vita a due situazioni.
- Il tennista ritiene in gioco la palla da lui giocata e chiamata fuori. Se lo Hawk-Eye gli dà ragione, il punto si rigioca e il challenge (con successo) non viene scalato; in caso contrario punto e challenge (senza successo) sono persi.
- Il tennista ritiene fuori la palla giocata dall'avversario ma non chiamata dal giudice di linea. In questo caso si prende la responsabilità di interrompere il punto e chiede la verifica. Se lo Hawk-Eye gli dà ragione, il giocatore ottiene il punto e il challenge non viene scalato; in caso contrario punto e challenge sono persi.

L'uso dello Hawk-Eye non è obbligatorio in nessun torneo, ma la moviola è adottata in praticamente tutti i campi principali dei tornei ATP Masters 1000 e in molti tornei ATP World Tour 500. L'unico torneo ad adottarla su tutti i campi è l'Indian Wells Open dal 2011. Fanno eccezione a tutti i livelli i campi in terra battuta, sui quali la palla lascia un segno sul terreno che permette all'arbitro di stabilire, con un margine di errore minimo, se essa è in gioco o fuori.

##### Occhio di falco
Hawk-Eye utilizza diverse macchine fotografiche posizionate intorno al campo (solitamente dieci) in modo da fotografare la palla in volo. Un computer triangola la posizione della palla in uno spazio tridimensionale e ripete il processo per il fotogramma successivo, poi unisce i punti e produce l'immagine animata che mostra poi nel replay. Lo strumento tiene anche conto della compressione della palla e del suo scivolamento (che può essere anche di 10 cm) quando impatta sulla superficie, e ha un margine d'errore di 3-4 mm (ovvero il "pelo" della palla).

#### Particolarità del punteggio
Per effetto del metodo di punteggio, nel tennis chi realizza più game o più punti può a volte perdere l'incontro. Se ad esempio un incontro si chiude 7-5 0-6 7-5 e tutti i giochi sono vinti conquistando l'ultimo punto da 40-30 o 30-40, il vincitore avrà ottenuto 14 giochi e l'avversario 16. Quanto ai punti, è sufficiente moltiplicare i giochi vinti per 4 e i giochi persi per 2. Si hanno quindi 14 × 4 + 16 × 2 = 88 punti per il vincitore ma 14 × 2 + 16 × 4 = 92 punti per l'avversario. 
Anche il set può essere perso dal giocatore che ha conquistato più punti. Se ad esempio una partita si chiude 7-5, e il vincitore conquista tutti i propri game da 40-30 o 30-40 ma l'avversario li conquista da 40-0 o 0-40, il computo dei punti del vincitore somma soltanto 4 punti per ogni gioco vinto (7 × 4 = 28), mentre quello dei punti dell'avversario somma anche 2 punti per ogni gioco perso (5 × 4 + 7 × 2 = 34). 

#### Australiana
Si pratica anche una variante del tennis a livello amatoriale. Descrizione del gioco a rotazione dopo ogni game: il giocatore singolo (a sorte per il primo gioco) è quello che effettua il servizio e gioca sul campo del singolo; gli altri due giocatori (quello di destra e quello di sinistra) giocano sul campo del doppio. Se il gioco, con le normali regole, viene vinto dal giocatore singolo, questo prende 2 punti, se dai giocatori in coppia questi prendono un punto ciascuno. Al termine del primo gioco il giocatore di destra raggiunge il giocatore singolo e giocheranno in coppia (il giocatore singolo a destra). Il punteggio di arrivo è 5. Esistono numerose altre varianti praticate a scopo di allenamento o per divertimento, tra le quali a titolo di esempio si ricorda il pittino.

## Colpi fondamentali
I colpi fondamentali del tennis, ovvero i più importanti, sono quattro:
- la battuta o servizio
- il diritto o dritto
- il rovescio
- il colpo al volo o volée.

Per tutti i colpi è fondamentale una preparazione o movimento accurato che parta dal posizionamento laterale del corpo, dopo uno spostamento laterale o in avanzamento, nel punto giudicato opportuno dopo il rimbalzo della pallina (qualche metro dopo) nella propria metà campo, prosegue con la concomitante apertura laterale e all'indietro della racchetta fino al colpo stesso del piatto corde con la palla. Fondamentali al riguardo sono gli spostamenti laterali lungo il campo con la velocità opportuna per contrastare i colpi dell'avversario.

### Battuta o servizio

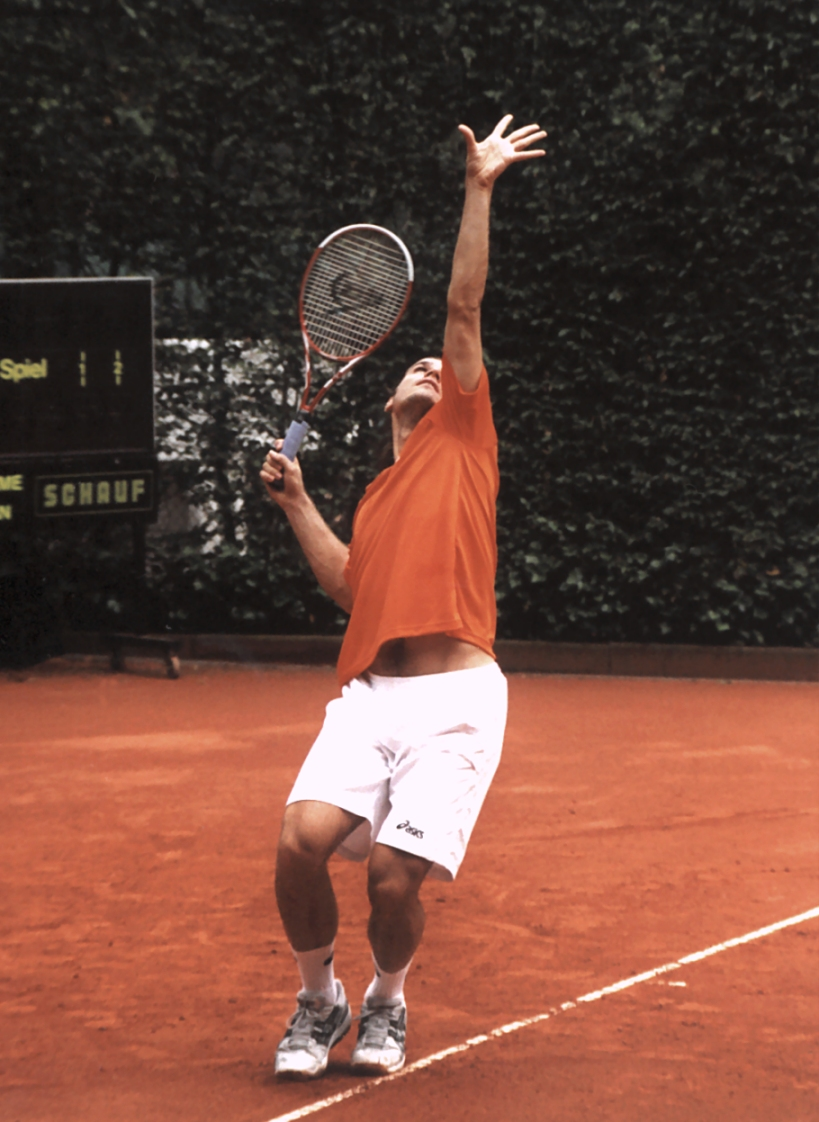
La battuta o servizio di Tommy Haas

La battuta deve essere effettuata dal giocatore fermo oltre la linea di fondo del campo di gioco. Se un giocatore tocca questa linea con un piede, commette fallo di piede perdendo 1 punto; il giocatore dispone di 2 battute consecutive; sbagliandole entrambe consegna il punto all'avversario per "doppio fallo". La battuta si esegue di solito lanciando con la mano libera la palla verso l'alto, ma si deve tirare con la racchetta verso l'altra parte del campo: per esempio, se si batte dalla destra si tira la palla verso la sinistra e viceversa. Per regolamento la palla si può lanciare con mano in qualsiasi direzione, quindi diverse volte i giocatori lanciano la palla lateralmente per effettuare una smorzata sorprendendo l'avversario. Se la palla tocca il nastro prima di atterrare entro le linee di battuta del campo avversario, il giudice di sedia dichiara il net annullando la battuta per farla ripetere.
La prima battuta di ogni game si effettua dalla parte destra del campo del battitore, dopodiché i servizi si alternano: sul punteggio dispari si batte a sinistra e su quello pari a destra. Nel calcolo si sommano i punti dei due giocatori. Ad esempio, se il punteggio è di 40-15, un giocatore ha vinto tre punti (15, 30, 40) e l'avversario ne ha vinto uno (15). La somma equivale a un numero pari di punti giocati (quattro), e la battuta sul 40-15 si esegue dunque a destra.
Una buona battuta è un requisito fondamentale per avere la meglio sull'avversario. Spesso la debolezza di un giocatore incomincia proprio con una battuta poco efficace. La meccanica della battuta, in linea generale, prevede il seguente movimento: la pallina viene alzata sopra il corpo, mentre un piede (il sinistro per i destrimani, il destro per i mancini) è avanti di un piccolo passo rispetto all'altro. La palla può essere alzata in varie posizioni: generalmente viene portata sulla verticale della spalla destra o dell'occhio destro (per i mancini spalla oppure occhio sinistro), più raramente in altre posizioni. Una volta alzata la palla, contemporaneamente alzare la racchetta sopra la spalla dell'impugnatura e portare il braccio all'indietro, flettendo il gomito. Quando la palla arriva all'altezza di tiro, stendere verso l'alto il braccio con un movimento rapido e secco, facendo attenzione a che il piatto della racchetta sia parallelo alla rete al punto di impatto con la palla. Eventualmente il piatto può essere anche lievemente inclinato verso il basso, mai verso l'alto. Le spalle vanno tenute perpendicolari alla rete (o, per meglio dire, perpendicolari alla direzione da imprimere alla palla).
È importante il movimento delle gambe: vanno leggermente flesse, e il peso del corpo portato dal piede più arretrato a quello più avanzato nell'istante in cui si opera la battuta.

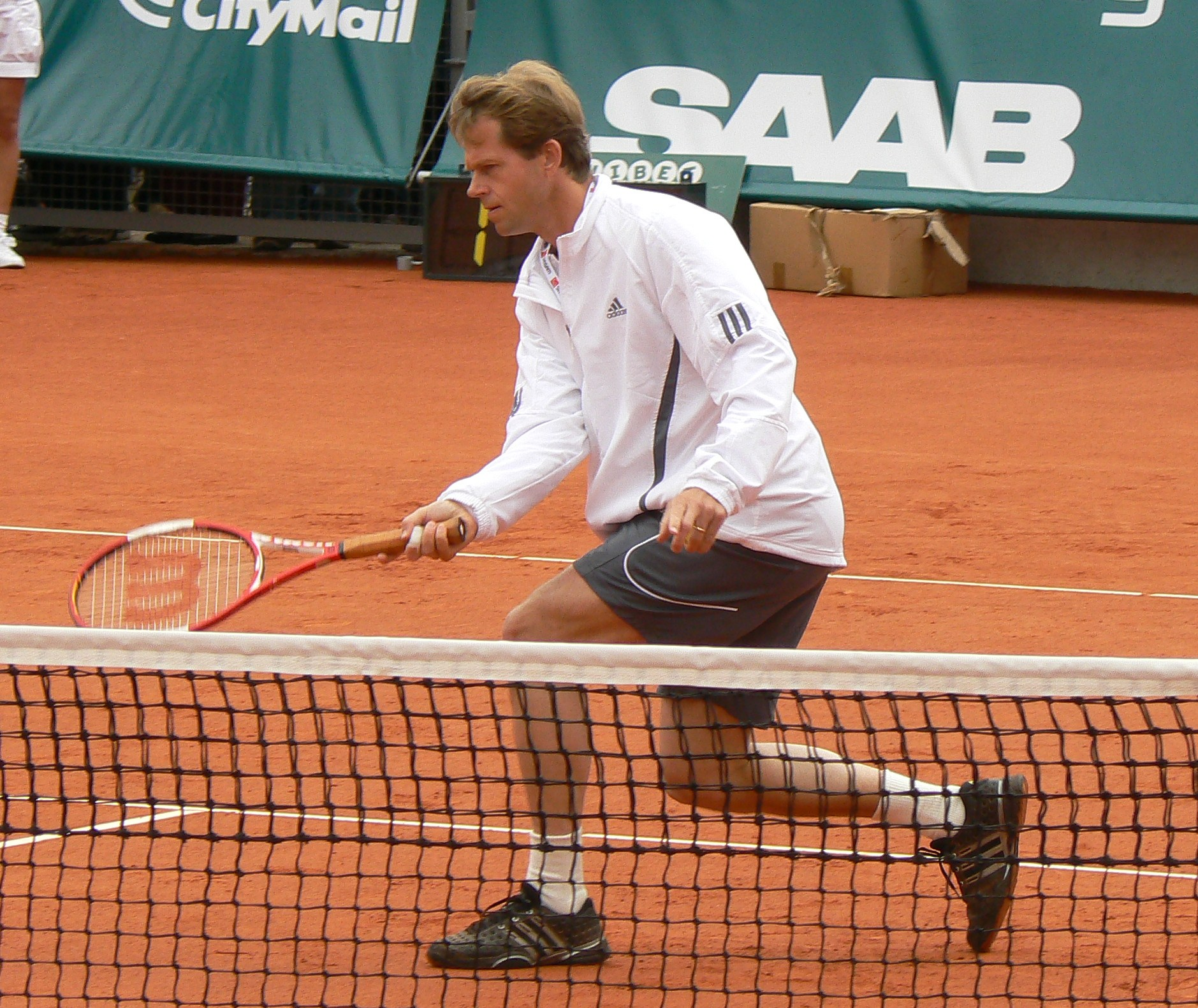
Stefan Edberg, uno dei massimi interpreti del serve & volley, dove il servizio è essenziale

Esiste anche la battuta tagliata: a seconda del taglio si possono aumentare il controllo sul colpo (tagli piccoli), oppure imprimere delle velocità di spin (slice) alla pallina tale da rendere imprevedibile la traiettoria al rimbalzo nel campo avversario. La battuta tagliata è l'unico caso in cui è consentito tenere il piatto inclinato verso l'alto.
Qualche giocatore effettua la battuta con modalità particolari, che vengono utilizzate solo una volta avuto il controllo del colpo: con un piccolo salto, oppure portando il peso del corpo tutto in avanti per riuscire a scattare assieme alla palla, portarsi sotto rete e tentare così di sorprendere l'avversario con il serve & volley. Questo in genere si effettua dopo un servizio in slice a uscire che mette fuori campo il ricevente con maggiori difficoltà di risposta efficace e relativa discesa a rete dell'attaccante/servente.
Se un giocatore fa punto con il servizio senza che l'avversario riesca a rispondere, si ha un "ace" (raramente italianizzato con il corrispondente termine "asso"). Questo colpo differisce dal "servizio vincente" in cui l'avversario, pur colpendo la palla, non riesce a ribatterla efficacemente (mandandola quindi per lo più in rete o fuori campo).
La battuta, specialmente nel tennis moderno, è il colpo più importante che più si è evoluto di pari passo con l'innovazione tecnologica delle racchette, con veri e propri bombardieri a partire dall'inizio degli anni novanta come Boris Becker, Pete Sampras, Goran Ivanišević, Richard Kraijcek, Mark Philippoussis, Greg Rusedski, Marat Safin, Mario Ančić, Andy Roddick, Ivo Karlović, John Isner, Juan Martín del Potro, Marin Čilić, Milos Raonic, Kevin Anderson ecc. in grado di servire regolarmente oltre i 200 km/h.

### Diritto

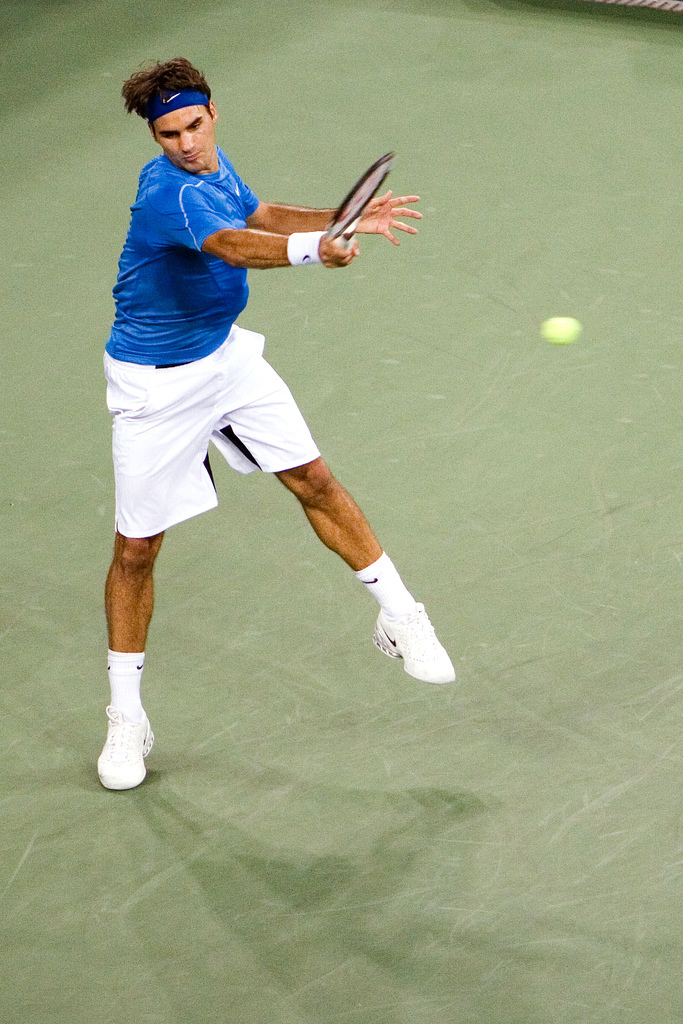
Il dritto di Roger Federer

Per diritto s'intende il colpo piazzato quando la palla viene colpita alla destra del giocatore (o alla sinistra nel caso di tennisti mancini) dopo il rimbalzo. Questo colpo può sembrare il più facile (e comunque è il colpo più forte nella maggioranza dei giocatori) ma può non essere così quando la palla, colpita dall'avversario, è carica di effetto e dopo il rimbalzo non è facile da controllare. Questo accade soprattutto nei campi in erba, in cui il rimbalzo è spesso irregolare, in quanto il diritto è un colpo che richiede un movimento più lungo rispetto al rovescio e pertanto può accadere che, nel rispondere a palle molto tagliate (ovvero colpite non di piatto), il movimento si concluda con un impatto della palla non esattamente nel centro del piatto-corde ma più verso i bordi facendo sì che la palla non venga mandata nel punto voluto ma finisca per essere lunga.
Originariamente si conoscevano due tipologie diverse di diritto (il lungo linea o l'incrociato), oltre a quello in mezzo al campo. Oggi grazie ai progressi tecnologici nelle racchette e nel loro equilibrio, ma soprattutto ai progressi fisici degli atleti è sempre più frequente il colpo di diritto aperto con traiettoria a uscire, detto diritto anomalo quando si cerca il lungo/linea dalla parte del rovescio aggirando la palla, e inoltre il "diritto stretto" quando si cerca la traiettoria a uscire mandando la palla nell'area di servizio.
Il colpo diritto ha una meccanica piuttosto precisa. In linea generale, senza badare a sottigliezze, per i destrimani si opera il colpo nel seguente modo: si apre il braccio portando il piatto della racchetta all'indietro, successivamente si porta il peso del corpo dalla gamba destra, più arretrata, alla gamba sinistra (che deve stare circa un passo avanti alla destra). La racchetta deve trovarsi con la 'punta' rivolta verso il basso. La palla viene colpita approssimativamente lungo la linea del fianco ruotando il busto, operando un colpo secco e con il piatto parallelo alla rete. Il colpo deve prevedere un movimento lieve verso l'alto della racchetta con una chiusura successiva effettuata ruotando la racchetta verso il basso. Per ottenere un tiro corretto non si deve ruotare il polso ma lo si deve mantenere rigido.
Per i mancini il movimento è lo stesso, solo che si inverte la posizione delle gambe. Il colpo tagliato (o liftato) viene effettuato con il piatto non parallelo alla rete, ma lievemente inclinato verso il basso. Consente un migliore controllo della palla (specie per palle corte).

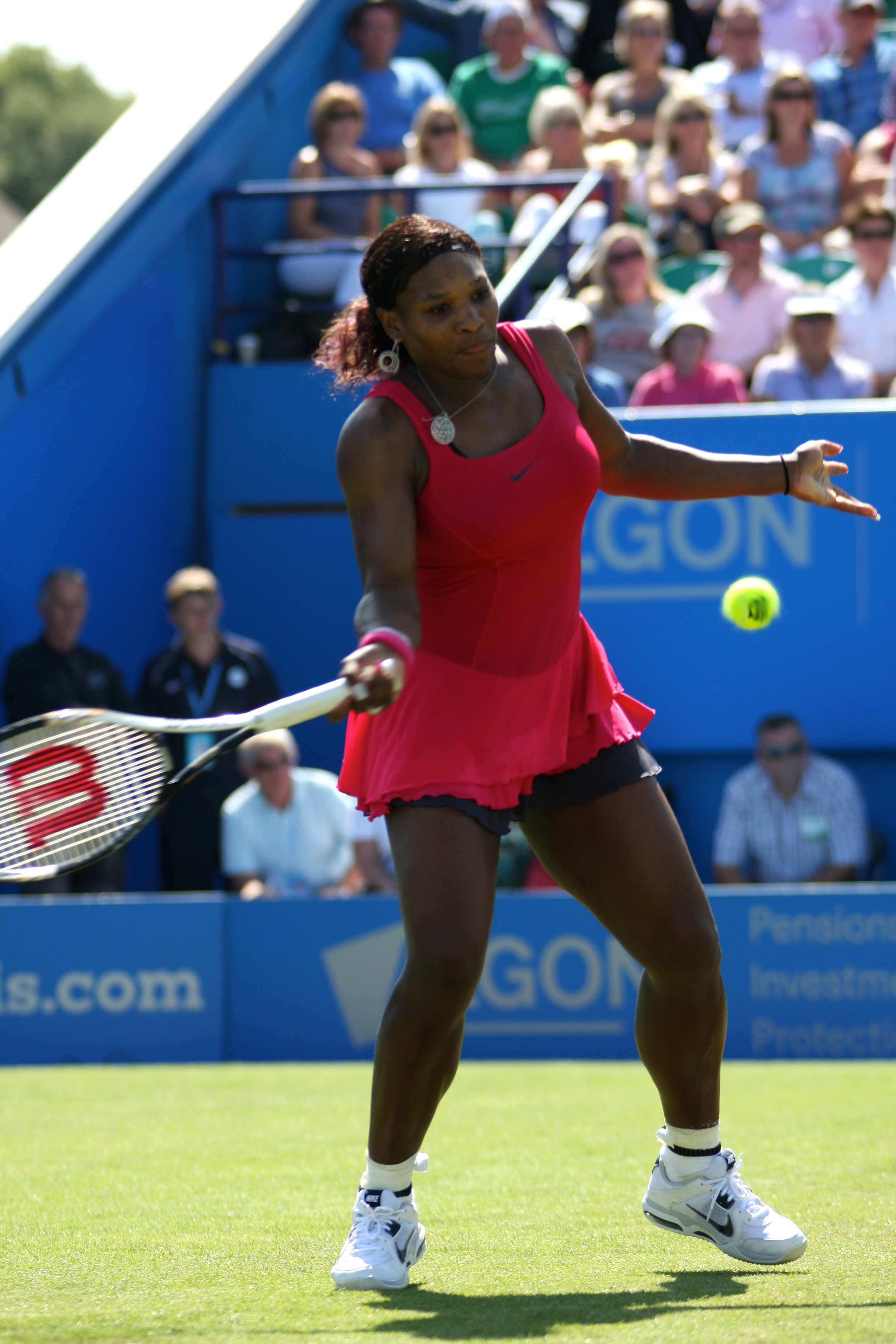
Serena Williams mentre prepara il diritto

Con l'evoluzione tecnologica delle racchette il tennis di oggi è fondamentalmente un tennis veloce, la ricerca esasperata di colpi vincenti di diritto ha portato a diverse modalità di esecuzione di questo colpo per quanto riguarda il tempo di impatto: l'esecuzione normale di un diritto avviene nel momento in cui la pallina è a mezza altezza tra il punto in cui incomincia a scendere e il terreno. Alcuni giocatori però preferiscono utilizzare il diritto anticipato: l'impatto avviene nel momento in cui la pallina, dopo il rimbalzo, sta salendo verso l'alto e di conseguenza non si aspetta mai che scenda. Questa soluzione permette di effettuare un colpo dall'alto verso il basso più potente rispetto al diritto normale, dove la pallina disegna un percorso parabolico a salire (per superare la rete) e poi a scendere; in questo caso la pallina scende fin dal momento dell'impatto e di conseguenza riesce a raggiungere una velocità più elevata perché viene "scaraventata" verso il basso. Questa è una soluzione molto più dispendiosa dal punto di vista mentale perché occorre la massima concentrazione per colpire la palla nel momento giusto: se colpita un attimo prima può facilmente finire a rete, se colpita un attimo dopo la palla può andare lunga o addirittura essere "steccata", ovvero non colpita con il centro del piatto corde. Il diritto anticipato è altresì dispendioso dal punto di vista fisico perché il gioco accelera molto (l'impatto è anticipato di almeno un secondo) e, se non colpito con adeguata potenza, può rivelarsi corto e quindi facilmente abbordabile per l'avversario. Questo tipo di diritto è prediletto da giocatori alti e forti fisicamente, che possono colpire la pallina da posizione abbastanza elevata per evitare che vada a rete e che sono abbastanza preparati fisicamente da poter dare potenza a ogni colpo. Questo tipo di gioco è caratteristico di giocatori quali Robin Söderling e Tomáš Berdych e perde gran parte della sua efficacia contro giocatori dotati di un'ottima difesa e copertura laterale del campo, in quanto impediscono la chiusura rapida del punto causando quindi la stanchezza fisica degli avversari.
Opposto al diritto anticipato è il diritto in top spin: per eseguirlo occorre infatti anticipare la palla mentre è in fase di risalita, colpendola ad altezza petto per poterle dare appunto quello spin (rotazione) che può mettere molto in difficoltà l'avversario dopo il rimbalzo. Il colpo in top spin si esegue ruotando il polso e la racchetta in posizione quasi verticale. È un colpo più lento e parabolico rispetto al diritto normale, pertanto eseguirlo alla stessa altezza del diritto normale sarebbe inutile: come detto, infatti, la pallina nel top spin prima di abbassarsi si alza e dunque il colpo va eseguito in modo anticipato, perché è necessario colpirla il più in alto possibile per minimizzare i tempi tra l'abbassamento della pallina e l'impatto con il terreno. L'efficacia del colpo in top spin sta nelle angolazioni che si possono trovare: si possono infatti giocare dei tiri incrociati a uscire molto precisi, cosa impossibile con il diritto normale: per quanto un tennista possa essere preciso con questo colpo, la palla non sarà mai a uscire perché non avrà quello spin necessario a spingere l'avversario fuori dal campo. Il diritto in top spin è il colpo fondamentale di Rafael Nadal, uno dei tennisti più vincenti di sempre, che riesce ad abbinare a questo colpo eseguito con precisione millimetrica una grande potenza e profondità, cosa molto difficile da ottenere con il diritto in top spin.

### Rovescio

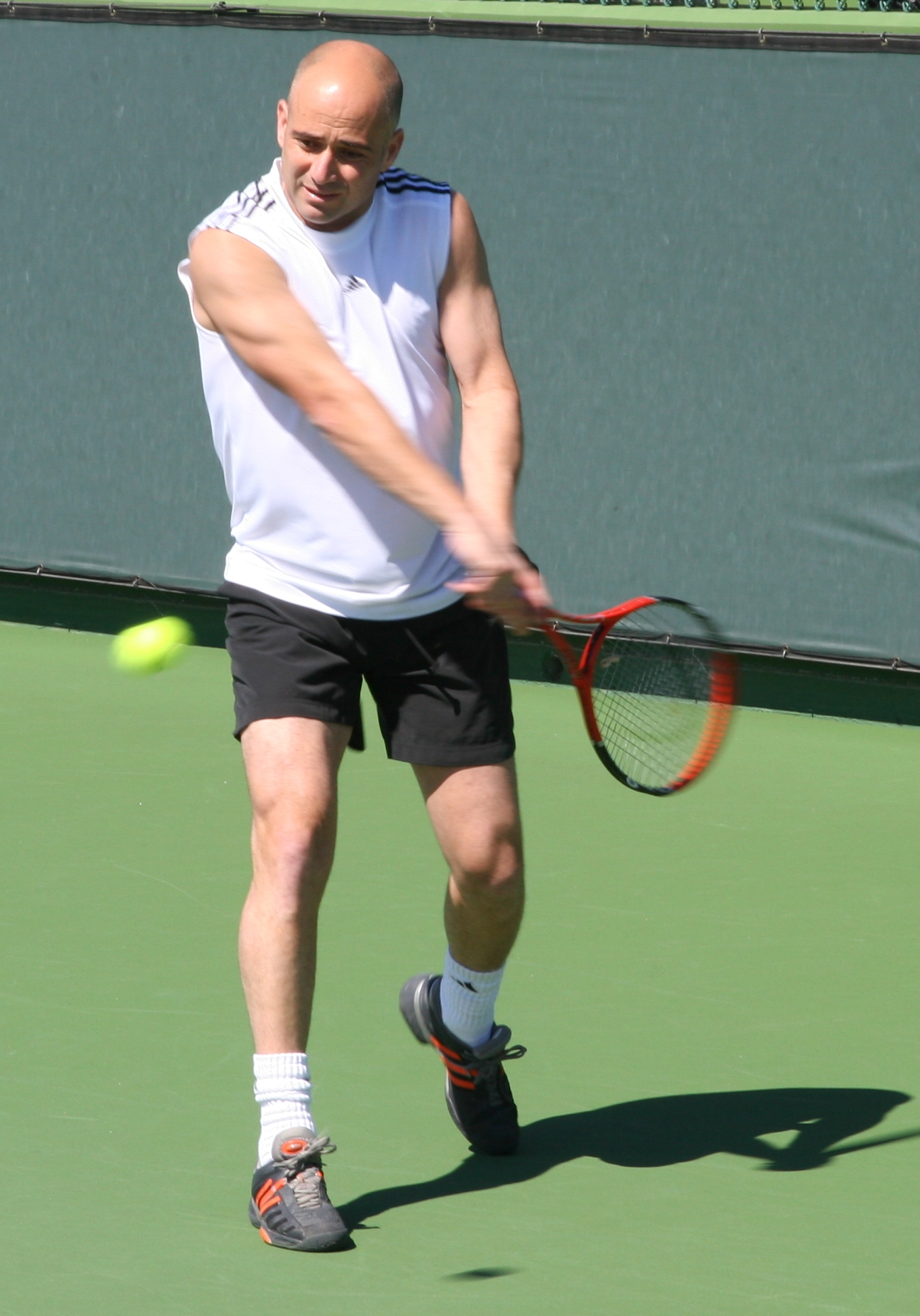
Il rovescio a due mani di Andre Agassi

Per rovescio s'intende il colpo piazzato quando la palla viene colpita alla sinistra del giocatore (o alla destra in caso di tennisti mancini). Esso può essere effettuato impugnando la racchetta con una mano o con due mani (con la mano debole che contribuisce al movimento e a dare maggior forza alla palla). Il rovescio a una mano è considerato stilisticamente più corretto, mentre quello a due mani, sebbene ritenuto appunto inelegante e scorretto, è ormai molto più diffuso. Venne introdotto da Björn Borg e da Jimmy Connors, che lo trasmise a giovani tennisti americani come Andre Agassi e Jim Courier, e da lì fino alla generazione attuale.	
La versione a una mano presenta un netto vantaggio nel colpo di volo. Tutti i giocatori bìmani hanno infatti grosse difficoltà quando, dovendo impattare la palla di volo con il rovescio, sono costretti a lasciare la mano di sostegno in quanto essa impedisce di tagliare la palla con gli effetti necessari per rendere il colpo efficace. Infatti, non si conoscono giocatori bimani particolarmente abili nel gioco di volo (tutti i migliori interpreti di questa specialità, da John McEnroe, Stefan Edberg e Boris Becker a Roger Federer, Stan Wawrinka e Richard Gasquet, passando per Pete Sampras, giocavano e giocano a una mano).
Al contrario, il rovescio a due mani è particolarmente efficace nel gioco di rimbalzo, in quanto è un movimento più corto dell'altro e permette grandi accelerazioni ed angoli molto acuti anche nella risposta al servizio o nei passanti; garantisce inoltre un'agevolazione nella gestione delle traiettorie alte o particolarmente profonde effettuate dal proprio avversario, considerate piuttosto "scomode" da ribattere per chi esegue il rovescio ad una mano (gran parte dei giocatori specialisti da fondo campo, da Borg a Connors a Mats Wilander - con l'unica notevole eccezione rappresentata da Ivan Lendl - passando per Agassi, Courier fino agli odierni Marat Safin, Lleyton Hewitt, Andy Roddick, David Nalbandian, Rafael Nadal, Novak Đoković e Andrew Murray giocano il colpo bimane).	
Il colpo di rovescio ha una meccanica per certi versi simile al dritto.	La caratteristica di base del colpo rovescio è la lieve rotazione all'indietro della mano sull'impugnatura della racchetta. Quando arriva la palla, di solito si ruota tutto il busto all'indietro, per portare il piatto corde il più possibile all'indietro. Il colpo viene operato ruotando il busto in avanti e con la linea delle spalle perpendicolare rispetto alla linea di rete, con un colpo secco e deciso. Il piatto corde è generalmente tenuto parallelo alla rete. Più il colpo è blando o più si "accompagna" la palla, più sarà scadente il tiro effettuato. Il peso del corpo, al momento dell'esecuzione, va portato dalla gamba sinistra, più arretrata, alla gamba destra che è circa un passo avanti. Per i mancini il colpo è identico, solo a posizioni invertite. Come per il dritto, oltre al rovescio in mezzo al campo, si può effettuare un rovescio lungolinea e un rovescio incrociato a una o due mani, oltre che un cross incrociato di rovescio. Si può effettuare anche un rovescio tagliato (in gergo slice o, impropriamente, rovescio in back) specie per palle corte o cariche di effetto.

### Colpo a volo o volée

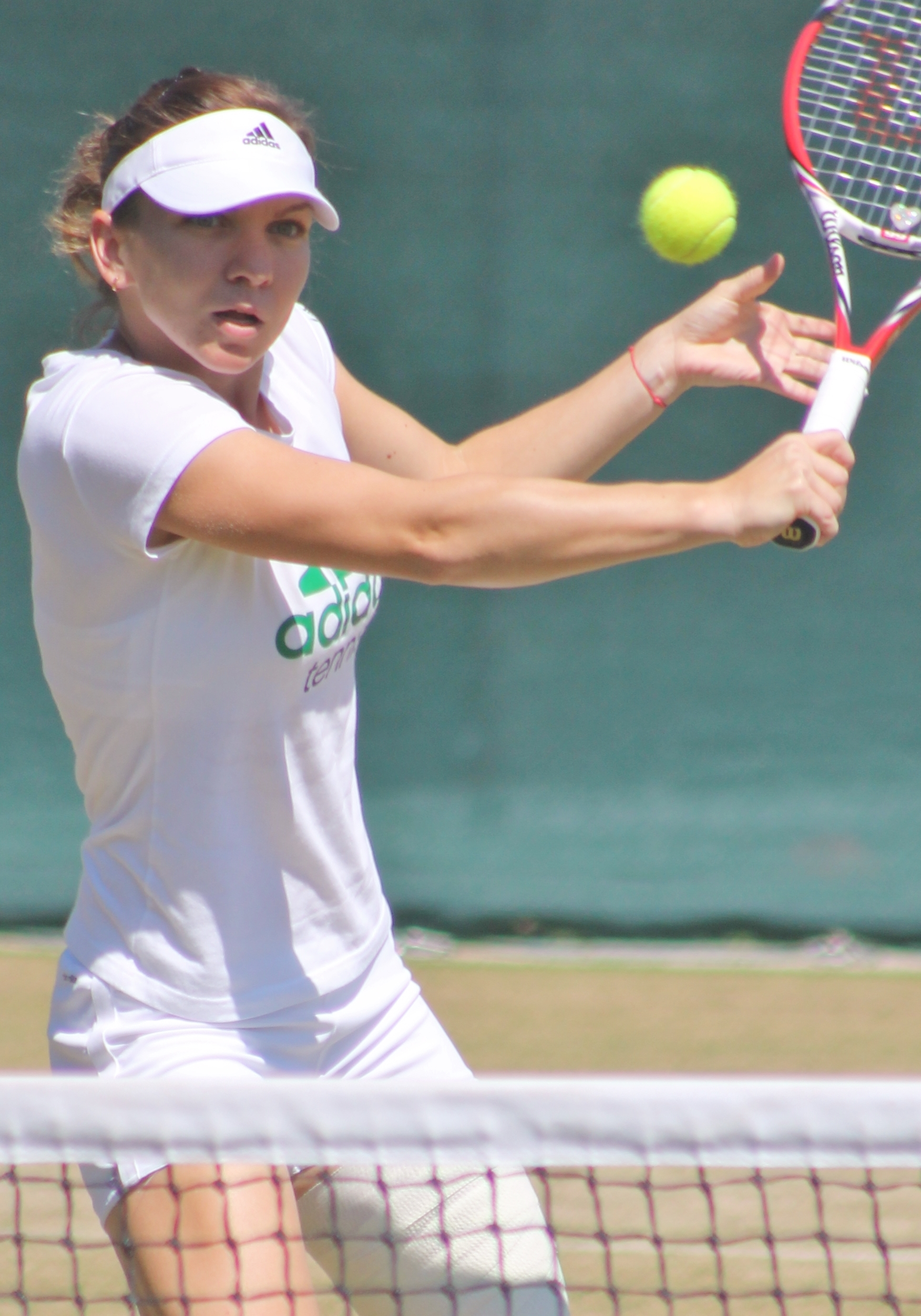
Simona Halep conclude una volée di rovescio.

La volée si effettua colpendo la palla al volo, ovvero prima che rimbalzi nel proprio campo. La palla va colpita solo quando ha già superato la rete: se si colpisce quando è ancora al di là della rete, si commette fallo di invasione. Allo stesso modo, si commette fallo di invasione se si tocca la rete (con la racchetta o con il corpo) prima che il punto sia concluso.
La volée può essere effettuata sia di dritto sia di rovescio, facendo attenzione alla posizione della racchetta e delle gambe: in entrambi i casi si gioca da sotto rete, con la racchetta alta e il piatto corde dritto; nella volée di dritto il colpo va accompagnato al movimento del piede opposto con un passo in avanti (il piede destro per chi gioca di mancina, il sinistro per chi gioca di destra) mentre nella volée di rovescio la situazione è opposta (piede sinistro per chi gioca di mancina e destro per i destri). È l'unico colpo che non prevede un movimento di apertura con il braccio e la racchetta, ma solo un posizionamento corretto del corpo e della racchetta stessa. Esiste anche la cosiddetta demi-volee, ovvero una volee smorzata o no, dopo aver fatto toccare terra alla palla. Entrambi i colpi di volée, così come lo smash, sono anche detti colpi di chiusura, poiché dovrebbero mettere controtempo l'avversario, impedendogli di proseguire nello scambio. Assieme al servizio o battuta sono i fondamentali dello stile di gioco detto serve & volley e delle superfici veloci.

## Colpi particolari
Un buon giocatore ha in repertorio certi colpi che possono essere così definiti:
- accelerazione: di dritto o rovescio, lungolinea o incrociato
- battuta al centro, al corpo, laterale o con effetto: si può imprimere un effetto in slice (lanciando la palla più esternamente verso il braccio che colpisce e dando un effetto di rotazione verso l'esterno) o kick (lanciando la palla dietro alla testa per colpirla con effetto di rotazione esterno, ma con rimbalzo imprevedibile). Infine è possibile colpire la palla con il piatto corde piatto (parallelo alla rete) per imprimere molta potenza e mettere l'avversario nella condizione di non avere tempo per caricare il colpo di risposta;
- chop: colpo di approccio offensivo effettuato sia di dritto sia di rovescio, consistente in un netto e accentuato slice dall'alto al basso che impone alla palla una forte rotazione in backspin e, successivamente, un rimbalzo "smorzato", cioè basso e corto, oppure, se respinto al volo, un rimbalzo sul piatto della racchetta che tenderà a dirigersi verso il basso, rendendo difficile il controllo verticale della palla da parte dell'avversario. Di norma, il chop precede la discesa a rete e non va confuso con il recupero difensivo in slice.
- colpo al volo: equivalente di una schiacciata effettuata con diritto o con rovescio; è tipicamente un colpo di chiusura o vincente;
- colpo a semivolo o di controbalzo (demi-volée): si effettua appena la palla tocca il terreno, ossia in controbalzo, nei pressi della rete;
- colpo in avanzamento: è un colpo giocato impattando la palla mentre si è in movimento in avanti verso la palla stessa; molte volte è un colpo di necessità o anche di attacco;
- colpo in controbalzo: è un colpo solitamente difensivo giocato con il rimbalzo della palla molto vicino ai piedi e al proprio posizionamento a fondo campo; non ha grande velocità, ma può essere anche abbastanza piazzato e molte volte è un colpo di necessità;
- colpo piatto: in antitesi al topspin e backspin è un colpo piatto senza dare alcun effetto particolare alla palla;
- cross: è un colpo di dritto incrociato non molto forte, ma molto preciso e molto angolato all'interno del campo nei pressi delle linee di corridoio con l'avversario posizionato a fondocampo;
- pallonetto (lob): si gioca prima o dopo il rimbalzo e consiste nello spingere la palla in alto per farla rimbalzare dietro l'avversario che quindi ne resta scavalcato;
- passante incrociato: si esegue in genere da fondocampo dopo il rimbalzo e necessita di grande sensibilità da parte del tennista che di solito lo effettua quando l'avversario è a rete, tenendo la traiettoria della palla molto bassa in modo da rendere il gioco a volo del rivale particolarmente complesso. La differenza con il passante lungolinea è nell'impatto della palla durante la traiettoria di rimbalzo in discesa. Questo colpo, insieme con il passante lungolinea, spiazza l'avversario che una volta a rete dev'essere molto reattivo o sarà superato in velocità dalla palla;
- passante lungolinea: si effettua in genere da fondocampo dopo il rimbalzo della palla calibrando l'impatto del colpo mentre la traiettoria di rimbalzo è in salita. In questo modo si anticipa il colpo per far sì che il giocatore che attacca non abbia il tempo di coprire la rete.

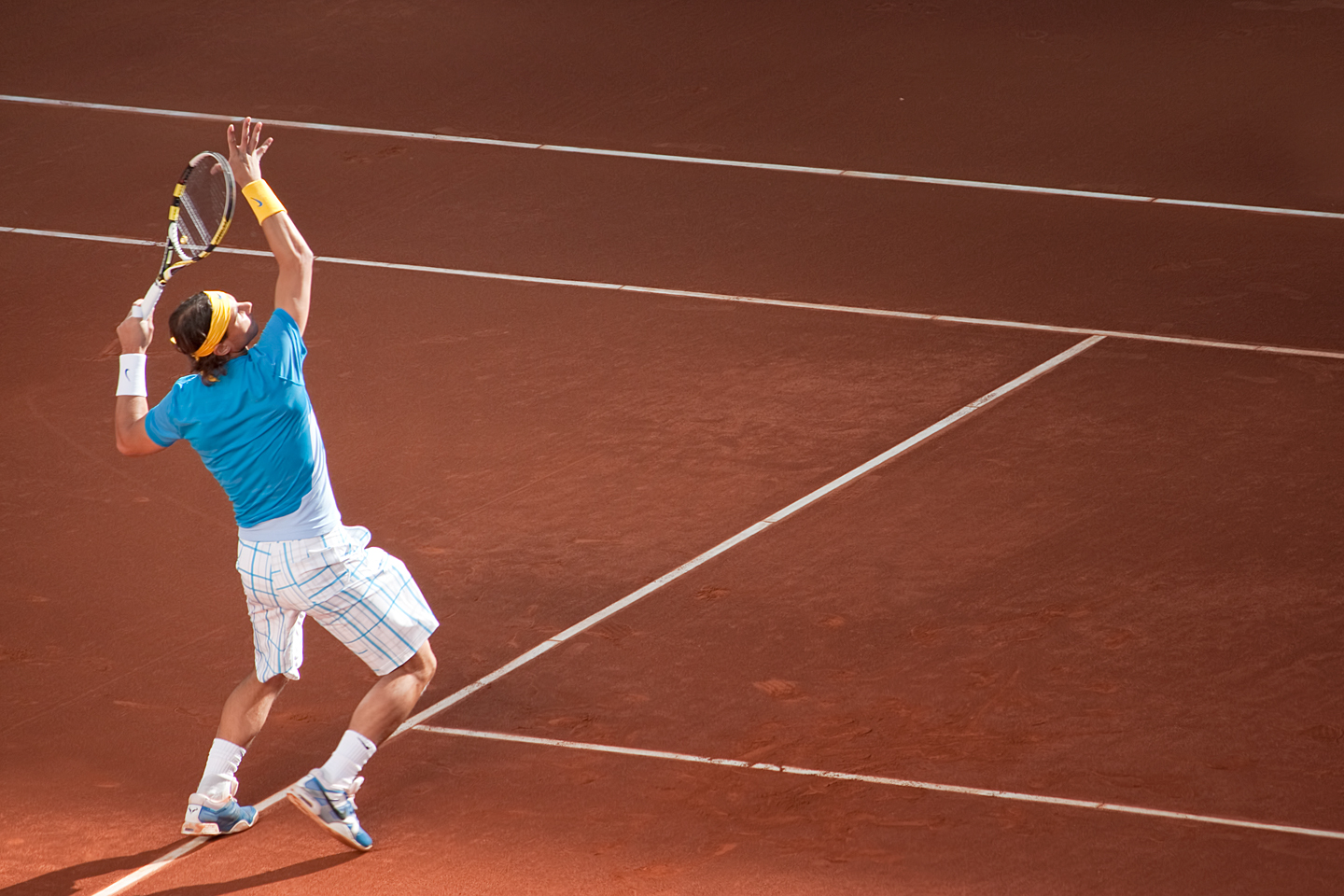
Smash di Rafael Nadal

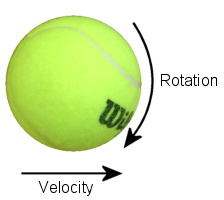
La rotazione impressa alla palla con il topspin

- schiacciata (smash): è un altro colpo di volo che si esegue prima o dopo il rimbalzo della palla. È simile alla battuta e imprime al colpo notevole energia;
- smorzata, o palla corta (drop-shot): si gioca pure prima o dopo il rimbalzo della palla affinché il rimbalzo, in zona avversa, sia minimo e vicino alla rete per sorprendere l'avversario;
- tweener definito pure gran Willy, chiamato così in onore a Guillermo "Willy" Vilas, che fu il suo inventore:  colpo molto particolare effettuato soprattutto quando dalla posizione davanti alla rete si colpisce la palla in mezzo alle gambe mentre si torna a fondo campo. Di regola viene utilizzato per rimettere in campo la pallina in una situazione quasi disperata sperando in un errore nell'avversario che, mentre il tennista che effettua il colpo rincorre la pallina verso il fondo del campo, ha tutto il tempo di salire a rete e concludere facilmente il punto.
- variazioni di effetto: consistono nell'imprimere alla palla una rotazione che modifica la direzione della palla attraverso l'effetto Magnus. Può essere una rotazione in avanti (topspin), che a parità di forza accorcia la traiettoria della palla e di conseguenza permette di colpirla con più potenza (tale caratteristica lo rende ormai un colpo base per i giocatori di buon livello), o una rotazione all'indietro (backspin), che a parità di forza ne allunga la traiettoria consentendo anche di rallentare il colpo e di ottenere un rimbalzo basso, ideale per la discesa a rete;
- veronica (backhand smash): è un colpo spettacolare che, quando vincente, scatena sempre l'entusiasmo assordante del pubblico. Si effettua volgendo la schiena verso la rete e colpendo di rovescio e schiacciando la palla al volo;

## Tornei
I tornei dei circuiti professionali sono gestiti prevalentemente dalle associazioni dei giocatori professionisti, ossia Association of Tennis Professionals (ATP), e delle colleghe, ossia Women's Tennis Association (WTA), e dalla federazione internazionale di tennis, International Tennis Federation (ITF), che gestisce direttamente la Coppa Davis, la Fed Cup, il Torneo Olimpico di tennis, i tornei del cosiddetto Grande Slam e le competizioni giovanili internazionali. Grande Slam, ATP Finals, ATP Masters 1000 e le Olimpiadi formano i cosiddetti Big Titles.
I tornei in ordine d'importanza sono:
Maschili
- Grande Slam
- ATP Finals
- ATP World Tour Masters 1000
- ATP World Tour 500 series
- ATP World Tour 250 series
- ATP Challenger Tour
- ITF Men's World Tennis Tour (dal montepremi di 15 000 o 25000 $) - gestiti esclusivamente dall'ITF

Femminili
Medesima classificazione si ritrova nei tornei delle tenniste, dopo i tornei del Grande Slam e le Olimpiadi:
- Grande Slam
- WTA Finals
- WTA 1000
- WTA 500
- WTA 250
- WTA 125
- ITF Women's World Tennis Tour

Fino alla stagione 2020, i tornei erano suddivisi in Tornei Premier (di categoria Mandatory, Five o semplici) e International. Si disputano tornei per veterani professionisti oltre i 35 anni, uomini e donne. Periodicamente sono organizzati anche tornei per professionisti, che si contendono un montepremi, ma non i punti per la classifica mondiale: sono definiti tornei d'esibizione; incontri di singolare d'esibizione si disputano anche tra alcune campionesse opposte ad altrettanti campioni.
Per i dilettanti esistono tornei di ogni tipo: juniores, veterani e disabili. Si sta sviluppando rapidamente in Italia un circuito di tornei per disabili, tennis su sedia a rotelle, facente parte del circuito internazionale International Wheelchair Tennis Federation (IWTF). Le specialità sono:
- singolo, singolare o individuale quando si affrontano 2 atleti o atlete; questa è considerata dagli appassionati la specialità più importante: difatti il tennis è generalmente ritenuto uno sport individuale.
- doppio quando si affrontano 4 atleti o atlete divisi in coppie di 2 concorrenti dello stesso sesso.
- doppio misto quando si affrontano coppie di 2 concorrenti di sesso diverso.

## Presenza nei media

### Cinema
Tra i film che trattano il tennis si ricordano:
- Partita a tennis
- L'ultimo gioco (in originale: Players)
- Wimbledon
- Match Point
- La battaglia dei sessi
- Borg McEnroe
- Una famiglia vincente - King Richard
- Challengers

### Televisione
Nel secolo scorso le varie emittenti televisive statali e private, nelle nazioni dove operavano, trasmettevano in chiaro le partite dei tornei più importanti. Negli ultimi anni del '900 la tecnologia dell'emittenza televisiva consentì di trasmettere le partite in esclusiva agli appassionati previo pagamento di un abbonamento a determinate emittenti televisive, che avevano comprato i diritti di trasmissione sui tornei principali quindi, dall'inizio di questo secolo con la diffusione delle Pay TV, gli appassionati devono pagare abbonandosi a un'emittente televisiva per vedere le partite dei tornei di categoria Slam in diretta. In Italia la federazione tennistica, onde dare la possibilità a tutti di vedere gratuitamente le partite, finanziò l'emittente Supertennis, che dal 2008 trasmette in chiaro e in diretta molti incontri di vari tornei, ma non quelli più importanti, che restano in esclusiva per un pubblico pagante. Nel marzo 2023 l'emittente televisiva Supertennis comprò i diritti di trasmissione in esclusiva delle partite del torneo US Open per cinque anni quindi dopo 34 anni in Italia una televisione ha trasmesso gratuitamente in diretta le sfide tennistiche di un torneo della categoria più importante. Tra le televisioni, che trasmettono i tornei principali a pagamento, sono operative Sky Sport Tennis e  Eurosport mentre Now (servizio di streaming), DAZN e Tennis TV trasmettono tramite una rete telematica.

### Editoria
Riviste specializzate, ossia dedicate solo allo sport del tennis, sono molte in tante nazioni. In Italia il mensile Il tennis italiano esiste dal 1929 e altre riviste esistevano in passato, ma poi cessarono la pubblicazione come "Matchball", "Tennis Club", "Il Grande Tennis" e "Matchpoint". Il mensile "Il tennis italiano" fu distribuito per la prima volta in data 1 agosto 1929 quando era intitolato 
"tennis" e aveva cadenza quindicinale: da allora questa rivista è stata pubblicata senza interruzione quindi è diventata la pubblicazione specializzata in tennis più antica del mondo poiché riviste analoghe più antiche in lingua inglese cessarono l'attività negli anni scorsi. La rivista "Matchball" aveva cadenza di 14 giorni e fu distribuita dal 1970 al 1996; nel decennio 1970-1980 il periodico "Tennis Club" fu fondato e diretto da Rino Tommasi, che era direttore pure del trimestrale "Il Grande Tennis" pubblicato nel periodo 1991-1998; il mensile "Matchpoint" fu distribuito dal 2002 al 2015 e cambiò titolo in "Tennis Match" nel biennio 2016-2017. Ogni anno viene pubblicato almanacco illustrato del tennis da Panini.
In varie lingue sono tanti i romanzi, che come protagonisti hanno appassionati di tennis e lo scrittore Gianni Clerici pubblicò diversi romanzi di tale genere: comunque il libro più conosciuto e tradotto in molte lingue è 500 anni di tennis, che fu pubblicato in prima edizione nel 1974 e viene annualmente aggiornato nelle nuove edizioni.
Numerosi sono i libri pubblicati da altrettanti campioni, che si descrivono e raccontano le loro imprese tennistiche in autobiografie, dopo il ritiro dall'attività agonistica: tra loro figurano Pancho Gonzales, Rod Laver, Adriano Panatta, John McEnroe, Boris Becker, Andre Agassi e altri.

## Varianti

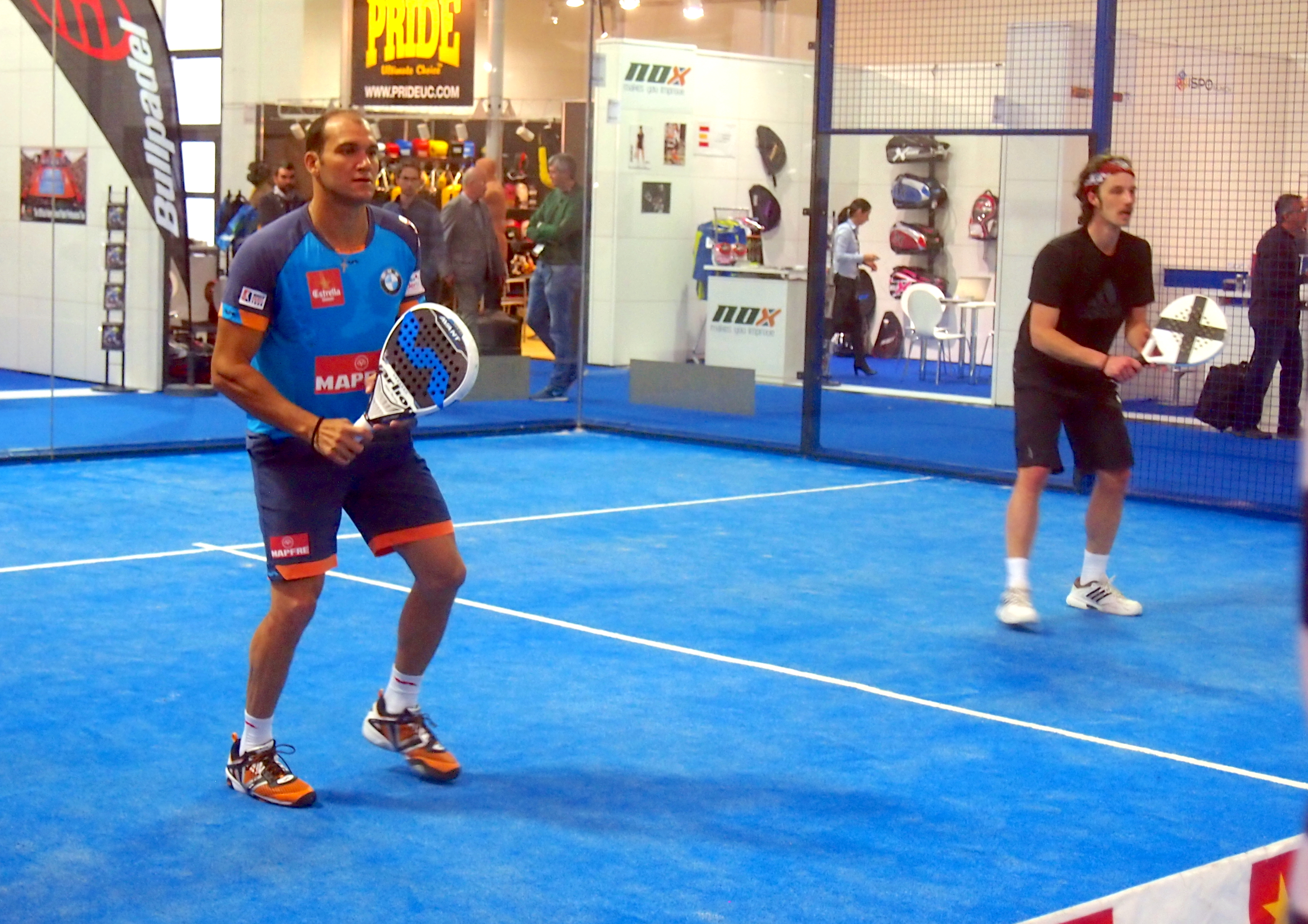
Padel

Questo sport deriva principalmente dalla pallacorda e ha dato origine a una serie di varianti, che sono praticate con racchette e palle, che però variano per dimensioni e materiali usati nella loro produzione.
- Tennis da spiaggia
- Tennistavolo
- Tennis in carrozzina
- Road tennis
- Soft tennis
- Tennis polo
- Touch tennis
- Padel
- Pop tennis
- Platform tennis
- Pickleball
- Pittino